# Гранат Касіян Харитонович
Гранат Касіян Харитонович (* 13 березня 1888, с. Микуличі, Волинська губернія — † 8 вересня 1977) — український письменник.

## Біографія
Народився 13 березня 1888 року в селі Микуличах Володимир-Волинського району на Волині в родині селянина-бідняка. По закінченні початкової школи через матеріальні нестатки не вчився, зайнявся самоосвітою. Маючи прекрасний почерк працював канцеляристом в різних установах, зокрема з 1904 року у з′їзді мирових посередників у м. Ковелі, де головою був батько Лесі Українки — П. А. Косач. Там і зустрівся з поетесою, розмовляв з нею і на все життя зберіг добру пам′ять про цю надзвичайну жінку, її добрі поради.
Піввіку життя К. Х. Граната пов′язані з Житомирщиною. Сюди він приїхав в 1917 році. Працював в канцелярії Волинського губревкому (м. Житомир), потім в Пулинському волревкомі, райвиконкомі (нині Червоноармійськ), а з 1947 по 1957 рр. в Житомирському облфінвідділі. Періодично друкувався у газетах і журналах, а вже перебуваючи на пенсії, впродовж 20 років написав ряд книжок, оповідань, статей тощо.

## Творчість
Перша книжка про Лесю Українку «Народна улюблениця» побачила світ в 1963 р. Потім з'явились біографічні повісті «Велетом покликана» (Київ, 1965 р.), «Велет розпалює ватру» (Київ, 1967 р.). Ці книги довели , Касян Харитонович — міцний майстер слова, критика і читачі відмічали глибоке знання письменником тодішнього життя, достовірність і живість образу мужньої поетеси. Борис Тен, який багато посприяв становленню Граната як письменника, так вітав друга і колегу: «Вам випало бути молодшим соратником і свідком життя великої нашої Лесі Українки, жінки-письменниці, що рівної ій немає в жодній іншій літературі. Ви з любов′ю відновили в своїй пам′яті і в анналах нашого народу ці сторінки, зробили їх невмирущим надбанням наступних поколінь, які завжди будуть Вам за це вдячні».
Касян Гранат чи не першим серед літераторів Житомира розпочав роботу над історико-документальною прозою, став біля витоків жанру, який пізніше пережив у нас справжній розквіт. Здобуткам передувала копітка праця у архівах та бібліотеках: власних спогадів тут би не вистачило. Письменник став дослідником давньої епохи, знавцем невідомих сторінок життя родини Косачів.

## Громадська діяльність
Протягом життя літератор багато спілкувався з цікавими людьми, якими Житомир був завжди багатий, дуже цікавився книгами і творами образотворчого мистецтва, яке любив надзвичайно, збирав його зразки протягом усього життя. Живопис був складовою духовного «я» письменника. Двокімнатна квартира по вулиці Першотравневій, де в останні роки жив Касян Харитонович із своєю дружиною, колишнім директором облбібліотеки Дариною Антонівною Булименко, зберігала в собі цінні зразки живопису, цікаві твори декоративно-ужиткового мистецтва, скульптуру малих форм. Не дивно, що талановитий український художник В. Рябов звернувся до портрета Граната. Рябов зумів донести до глядача доброзичливість, шляхетність, піднесеність духу моделі, створивши вдумливий портрет літератора на Житомирщині.
Остання книга К. Х. Граната «Золота брама» була видана в 1976 р. До неї увійшли оповідання різні за тематичною спрямованістю. Затим написана (в рукописі) повість «Драгоманівна» про Олену Пчілку — мати геніальної Л. Українки.
В 1970 р. на 82 році життя Касян Харитонович стає членом Спілки письменників України. Помер 8 вересня 1977 року.

## Твори
- «Народна улюблениця»,1963 р.
- «Велетом покликана» (Київ, 1965 р.),
- «Велет розпалює ватру» (Київ, 1967 р.)
- «Золота брама», 1976 р.